# Sesia
Sesia (lat. Sesites ili Sessites) je rijeka na sjeveru Italije.
Ukupna duljina rijeke je 139 km. Izvor su ledenjaci planinskog masiva Monte Rosa u Alpama na granici sa Švicarskom, te se ulijeva u rijeku Pad u blizini grada Casale Monferrato.
Na svome toku protječe kroz gradove Varallo Sesia, Quarona, Borgosesia i Vercelli, a pritoke su Sermenza, Mastallone, Pascone, Strona di Valduggia, Otro, Vogna, Artogna, Sorba, rio di Valmala, Sessera, Cervo, Bona, Marcova.
Rijeka je popularno mjesto za održavanje natjecanja u 
kajaku i kanu na divljim vodama, te su na njoj održana različita natjecanja poput europskog prvenstva 2001. i svjetskog prvenstva 2002.

## Vanjske poveznice
|  | Zajednički poslužitelj ima još gradiva o temi Sesia |